# Разъезд 39
Разъезд 39 (разъезд Тюльпанный) — бывший разъезд в Актюбинской области Казахстана. Находилось в подчинении городской администрации Актобе. В 2018 году стало жилым массивом города Актобе в составе Алматинского административного района. Входил в состав Курайлинского сельского округа. Код КАТО — 151037500.

## Население
В 1999 году население разъезда составляло 139 человек (71 мужчина и 68 женщин). По данным переписи 2009 года, в разъезде проживало 188 человек (104 мужчины и 84 женщины).